# Phylidorea melanura
Phylidorea melanura är en tvåvingeart som först beskrevs av Paul Lackschewitz 1964.  Phylidorea melanura ingår i släktet Phylidorea och familjen småharkrankar. Inga underarter finns listade i Catalogue of Life.